# Guerre del Vespro
Le guerre del Vespro ebbero inizio dopo la rivolta dei Vespri siciliani avvenuta a Palermo nel 1282 che portò alla cacciata degli angioini dalla Sicilia.
La prima fase del conflitto ebbe termine nel 1302 con la pace di Caltabellotta e la divisione del regno di Sicilia tra il regno di Trinacria (agli Aragonesi) e il regno di Napoli (agli Angioini), divisione che perdurò fino al 1816 con la nascita del regno delle Due Sicilie.
La guerra però riprese nel 1313 quando Federico III rivendicò il titolo di re di Sicilia per il figlio Pietro. Si riuscì a trovare un primo accordo solo alla morte di Pietro (1342), quando salì al trono il figlio Ludovico sotto tutela di Giovanni d'Aragona. Tale accordo, detto "pace di Catania", dell'8 novembre 1347, non fu ratificato dal parlamento siciliano.
La guerra fra Sicilia e Napoli si sarebbe chiusa solo il 20 agosto 1372, dopo ben novanta anni, con il trattato di Avignone, firmato da Giovanna I d'Angiò e Federico IV d'Aragona, e con l'assenso di papa Gregorio XI, con il riconoscimento formale dei due regni, di Sicilia e di Napoli.

## Storia

### La rivolta dei Vespri
La rivolta ebbe inizio durante la funzione serale dei vespri del 30 marzo 1282, lunedì dell'Angelo, sul sagrato della chiesa del Santo Spirito, a Palermo. A generare l'episodio fu - secondo la ricostruzione storica - la reazione al gesto di un soldato dell'esercito francese, tale Drouet, che si era rivolto in maniera irriguardosa a una giovane nobildonna accompagnata dal consorte, mettendole le mani addosso con il pretesto di doverla perquisire. A difesa di sua moglie, lo sposo riuscì a sottrarre la spada al soldato francese e a ucciderlo. Tale gesto costituì la scintilla che dette inizio alla rivolta. Nel corso della serata e della notte che ne seguì i palermitani - al grido di "Mora, mora!" - si abbandonarono a una vera e propria "caccia ai francesi" che dilagò in breve tempo in tutta l'isola, trasformandosi in una carneficina.

### La prima guerra
Secondo un cronista siciliano, Carlo I inviò in Sicilia una flotta con 24 000 cavalieri e 90 000 fanti. In realtà, tali numeri erano per l'epoca effettivamente esagerati: più accreditata è la stima del Villani, che parla di un totale di 5 000 uomini. A fine maggio 1282, l'esercito sbarcò tra Catona e Gallico (a nord di Reggio) iniziando l'assedio di Messina e bloccando di fatto l'intervento di Reggio a sostegno della città siciliana. Nel frattempo, era giunta in Sicilia la notizia della battaglia di Forlì (1º maggio 1282), in cui i forlivesi, sotto il comando di Guido da Montefeltro, avevano sconfitto un esercito francese: tale vittoria ebbe "un grosso effetto psicologico perché i Francesi da lungo tempo imbattuti erano stati per la prima volta sconfitti in campo aperto, proprio un mese dopo la rivolta dei Vespri in Sicilia".
Messina era allora comandata da Alaimo da Lentini che, nominato capitano del popolo, organizzò la resistenza nella città. Il primo assalto navale fu il 2 giugno, respinto dai siciliani; indi sbarcò sulle coste di Messina il 25 luglio 1282, ben sapendo che non avrebbe mai potuto avanzare all'interno della Sicilia se non dopo aver espugnato la città sullo stretto. Il 6 e l'8 agosto si ebbe un assalto guelfo italo-francese alle spalle della città, dai colli, respinto dai siciliani. Alla guerra parteciparono tutti i centri dell'isola, tranne Sperlinga, che divenne l'unico caposaldo angioino e dove i soldati si asserragliarono per circa un anno. Nel castello della cittadina infatti, si può ancora leggere di questa fedeltà: Quod Siculis placuit, sola Sperlinga negavit ("Ciò che piacque ai Siciliani, solo Sperlinga lo negò").
L'assedio di Messina durò fino a tutto il mese di settembre, ma la città non fu espugnata. Al periodo storico sono legate due leggende: il Vascelluzzo e Dina e Clarenza.

#### L'intervento aragonese e la reazione pontificia

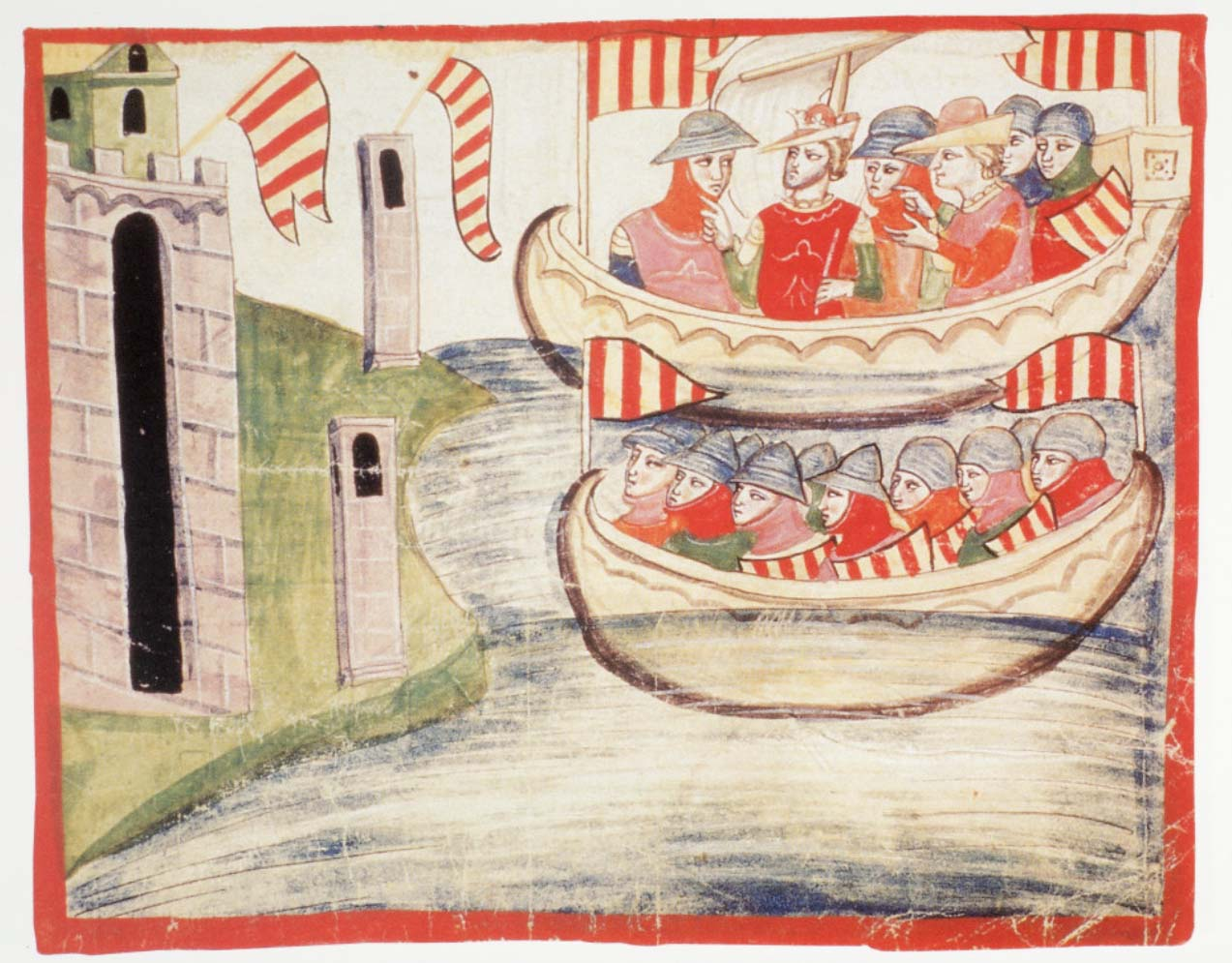
Pietro III d'Aragona sbarca a Trapani, manoscritto della Biblioteca Vaticana

Nel frattempo i nobili siciliani avevano offerto la corona di Sicilia a Pietro III d'Aragona, marito di Costanza di Svevia, ultima degli Hohenstaufen, figlia del defunto re Manfredi. L'aver fatto cadere su Pietro III la scelta del parlamento siciliano quale nuovo sovrano significava per gli isolani la volontà di ritornare, in certo qual modo, alla dinastia sveva, incarnata da Costanza.
La flotta di re Pietro, comandata da Ruggero di Lauria così sbarcò il 30 agosto 1282 a Trapani, accolto da Palmiero Abate. L'insurrezione divenne così un vero conflitto politico fra siciliani e aragonesi da un lato e gli angioini, il Papato, il regno di Francia e le varie fazioni guelfe dall'altra.
Appena insediatosi a Palermo, il 4 settembre fu incoronato re, Pietro nominò Alaimo di Lentini gran giustiziere, Giovanni da Procida gran cancelliere e Ruggero di Lauria grande ammiraglio. Inoltre assegnò incarichi di primo piano ai suoi fidati Berengario Pietrallada, Corrado Lancia e Blasco I Alagona.
Il conte Alaimo, però, era sobillato dalla bella e spregiudicata moglie Macalda di Scaletta che contrastò la regina Costanza di Hohenstaufen con intrighi che coinvolsero anche il re Pietro III.
Il 26 settembre 1282 re Carlo si ritirò e fece ritorno a Napoli, lasciando la Sicilia nelle mani di Pietro. Con la battaglia navale di Nicotera ebbero anche il controllo dello strategico stretto di Messina.
Nel novembre del 1282 papa Martino IV, schierato apertamente con Carlo I d'Angiò, lanciò la scomunica su Pietro e sui siciliani. Ebbe inizio così un lungo periodo di guerre tra gli angioini e gli aragonesi per il possesso dell'isola.

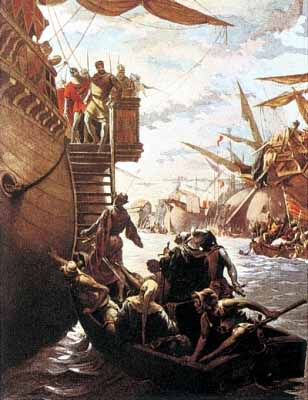
Battaglia del golfo di Napoli, Ruggero di Lauria cattura Carlo lo zoppo, dipinto di Ramón Tusquets, 1885

Gli aragonesi presero l'impegno di tenere distinti i Regni di Sicilia e di Aragona: il re lasciò la regina Costanza come reggente e nominava un luogotenente che in sua assenza avrebbe regnato in Sicilia. Così quando Pietro nel 1283 fu richiamato in Spagna lasciò la luogotenenza ad Alfonso III d'Aragona e successivamente verrà investito dell'incarico Giacomo II d'Aragona. Gli aragonesi però frustrarono quasi subito le aspirazioni dei siciliani, quando Pietro, finita l'occupazione dell'isola, sbarcò a Reggio Calabria e puntò a risalire la Calabria in direzione di Napoli. I malumori dei baroni siciliani sfociarono in ostilità aperta: a farne le spese furono alcuni dei capi dei Vespri, come Gualtiero di Caltagirone, che il 22 maggio del 1283 venne condannato al patibolo da Giacomo, figlio di Pietro e luogotenente di Sicilia. 
Davanti a Malta, l'8 giugno 1283 si affrontarono la flotta catalano-siciliana di Ruggero di Lauria e quella angioina nella cosiddetta battaglia navale di Malta. L'ammiraglio Ruggero inflisse un duro colpo agli angioini, che furono costretti alla fuga.
Il papa Martino IV che aveva reiterato la scomunica a Pietro nel gennaio 1283, il 2 giugno 1284, da Orvieto, indisse una vera e propria crociata contro il sovrano aragonese, avendo convinto Filippo III di Francia, dopo lunga trattativa designando re d'Aragona il figlio Carlo di Valois, a prenderne il comando. Il 5 giugno 1284, l'ammiraglio Ruggero di Lauria sconfisse ancora la flotta angioina.
La crociata contro gli aragonesi si concluderà con un disastro, in cui lo stesso Filippo III troverà la morte a Perpignan, il 5 ottobre 1285. Nel gennaio 1285 era nel frattempo morto Carlo I d'Angiò. Gli succedette il figlio, Carlo lo Zoppo.

### Nuova guerra del Vespro
Il 23 giugno 1287 (battaglia dei Conti), la seconda delle battaglie navali di Castellammare, combattute nel golfo di Napoli, la flotta aragonese con al comando l'ammiraglio Ruggero di Lauria vinse nuovamente quella angioina, comandata da Carlo lo Zoppo, che in occasione del primo scontro venne catturato e tenuto in prigionia nel castello di Cefalù rischiando la pena capitale. Giacomo, infatti, premeva per la condanna a morte, mentre il padre Pietro, tramite Alaimo di Lentini, spinse per cercare un trattato di pace; tale situazione costò la fiducia ad Alaimo. Quest'ultimo avrebbe pagato di persona con la deposizione da giustiziere e l'esilio sino al 1287 quando Alaimo fu giustiziato per mazzeratura durante il viaggio in nave di rientro in Sicilia.
Papa Onorio IV, successore di Martino IV, pur mostrandosi più diplomatico del predecessore, non accettò la sollevazione del vespro e l'11 aprile 1286 confermò la scomunica per il re Giacomo di Sicilia e i vescovi che avevano preso parte alla sua incoronazione a Palermo il 2 febbraio 1286; tuttavia, né il re né i vescovi se ne preoccuparono. Il re inviò addirittura una flotta ostile sulla costa romana e distrusse con il fuoco la città di Astura.
Nel 1288 Roberto d'Angiò venne catturato e tenuto in ostaggio dal re Giacomo per costringere gli angioini a firmare un armistizio nel 1295.
Nel 1291 Alfonso III d'Aragona firmò a Tarascona un trattato (trattato di Tarascona) con papa Niccolò IV e Carlo II d'Angiò che prevedeva l'espulsione del fratello Giacomo dalla Sicilia, ma l'accordo non ebbe alcun effetto nella guerra.

#### Federico III d'Aragona
Alfonso morì nel 1291 e Giacomo, suo successore salì quindi sul trono di Aragona lasciando la luogotenenza in Sicilia al fratello Federico, il quale, trasferito in Sicilia fin da bambino e lì cresciuto, subito si era mostrato molto attento alle istanze dei siciliani. Il trattato di Tarascona rimase inapplicato e papa Niccolò IV colse l'occasione per lanciare una crociata contro il regno d'Aragona comandata da Carlo di Valois. Nello stesso momento erano in difficoltà anche gli angioini così Giacomo II di Aragona e con Carlo II d'Angiò cercarono con il trattato di Anagni firmato il 12 giugno 1295 una via d'uscita dal conflitto del Vespro. Il trattato avrebbe previsto la ritirata degli aragonesi dall'isola e la riconsegna agli Angiò. Così i siciliani si sentirono abbandonati ed in questo contesto il parlamento siciliano, riunito al castello Ursino di Catania, elesse re di Sicilia Federico disconoscendo Giacomo. Il piano di alleanze fu stravolto: da quel momento i siciliani continuarono la lotta sotto la reggenza di Federico, sia contro gli Angioini sia contro gli aragonesi di Spagna del re Giacomo.

La reggenza di Federico acuì però il malcontento di alcuni grossi feudatari fra i quali l'ammiraglio Ruggero di Lauria che si asserragliò prima nel castello di Aci e successivamente entro le mura di Castiglione di Sicilia, suo feudo, impegnando gli aragonesi in un logorante assedio (1297). 

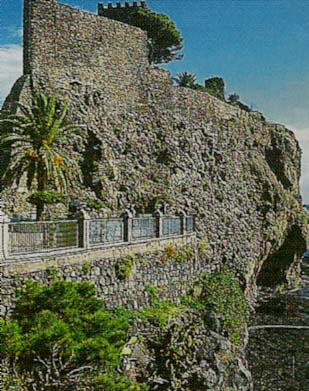
Il castello di Aci

L'ammiraglio Ruggero passò quindi dalla parte angioina-aragonese di Spagna e vinse Federico il 4 luglio del 1299 nella battaglia di Capo d'Orlando.
Il 31 dicembre 1299 durante la battaglia di Falconara, tentativo dei francesi di riconquistare la Sicilia e che venne combattuta fra Trapani e Marsala, le truppe di Federico III guidate dal generale aragonese Martino Pérez de Rois sconfissero gli angioini e fecero prigioniero Filippo I d'Angiò figlio di Carlo II.
Il 4 luglio 1300 nella «battaglia navale di Ponza» Ruggero di Lauria batteva nuovamente gli aragonesi facendo prigioniero Corrado Doria e Palmiero Abate. Il re riuscì poi a fuggire, mentre Palmiero morì di stenti in prigionia pochi mesi dopo.
Con la fine di Palmiero, scompariva l'ultimo dei promotori del Vespro, dopo Gualtiero e Alaimo che vennero giustiziati e Giovanni da Procida, l'unico a morire di morte naturale.

#### La pace di Caltabellotta

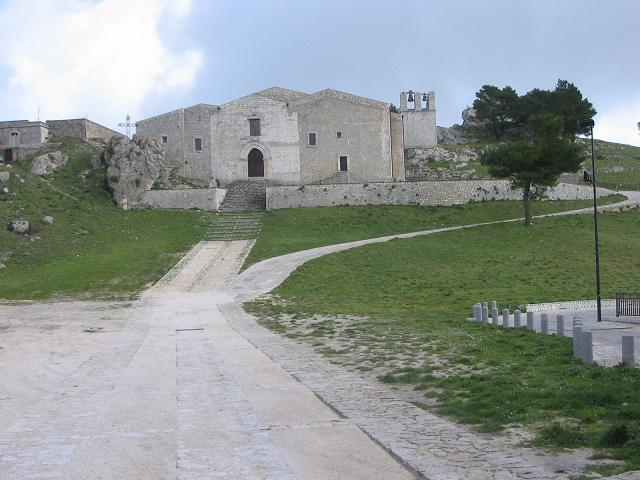
La Basilica cattedrale di Maria Santissima Assunta di Caltabellotta, vicino al castello in cui fu firmata la pace

La pace di Caltabellotta fu il primo accordo ufficiale di pace firmato il 31 agosto 1302 nel castello della cittadina siciliana fra Carlo di Valois, come capitano generale di Carlo II d'Angiò, e Federico III d'Aragona; tale trattato concluse quella che viene indicata come la prima fase dei Vespri.
L'accordo limitava il regno di Carlo II al meridione peninsulare d'Italia e il titolo di re di Sicilia, mentre stabiliva che Federico continuasse a regnare nell'isola con il rango di re di Trinacria. Inoltre, prevedeva che Federico sposasse Eleonora, sorella del duca di Calabria Roberto d'Angiò e figlia di Carlo II.
Infine, la pace prometteva che, alla morte di Federico, il regno sarebbe tornato agli angioini.
Grazie a questo accordo si avviò anche una ricongiunzione fra la corte aragonese e diversi signori ribelli come Ruggero di Lauria.

### Pietro II e la ripresa della guerra
L'accordo di Caltabellotta serviva a Federico per riorganizzare il proprio regno fortemente indebolito dai duri anni di guerra e ciò riuscì al monarca sino a quando cercando di eludere il trattato di pace di Caltabellotta assegnò nel 1313 la corona regia al figlio Pietro, evitando così di far ereditare il regno agli angioini come previsto dagli accordi. Ciò provocò l'inevitabile reazione angioina e la ripresa della guerra. Pietro regnò a partire dal 1321, ben quindici anni prima della morte di Federico (1336).

#### La pace di Catania

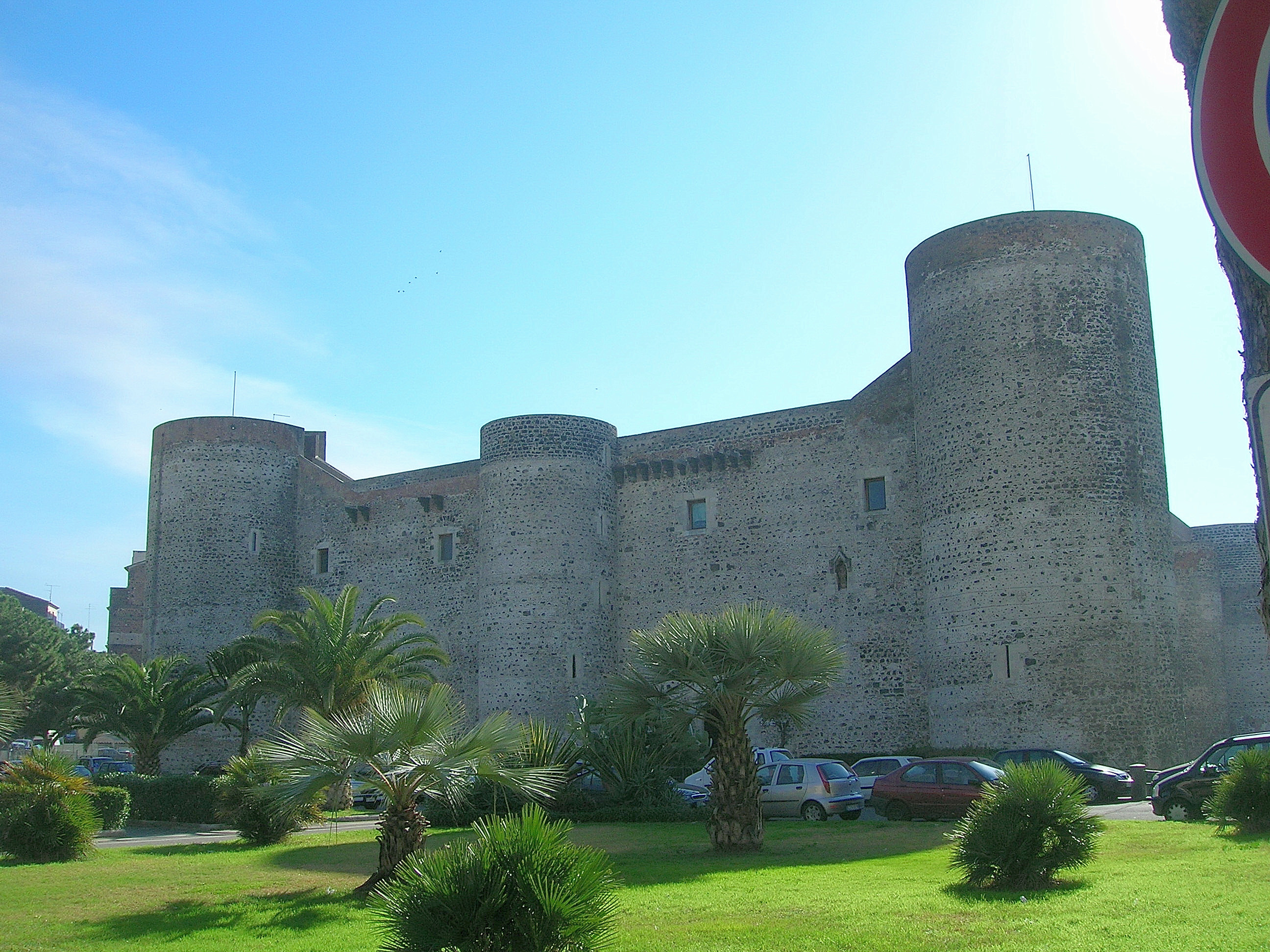
Castello Ursino

Alla morte di Pietro (1342) succedeva il figlio Ludovico sotto tutela di Giovanni d'Aragona, perché di soli cinque anni. Fu probabilmente grazie alla diplomazia di Giovanni che si raggiunse un primo accordo con gli angioini siglato nel Castello Ursino di Catania l'8 novembre 1347 e che andava a chiudere quella che viene definita la seconda fase dei Vespri, ma l'accordo non fu ratificato dal parlamento siciliano.

#### Le fazioni «latine» e «catalane»
Alla conclusione del XIII secolo il regno di Trinacria iniziava ad essere logorato da fazioni che facevano capo alle principali famiglie nobiliari:
- alla «fazione latina», legata al partito svevo-ghibellino appartenevano principalmente i Ventimiglia, i Chiaramonte, i Palizzi, i Lanza, gli Uberti;
- alla «fazione catalana», legata agli aragonesi appartenevano gli Alagona questi specialmente alla corte di Sicilia ed i Moncada maggiormente vicini alla corte di Barcellona[9], e Matteo Sclafani i Rosso ed inoltre si possono menzionare i Lentini anche se spesso vennero accostati alla casata angioina (nel corso dei successivi anni '30 del 1300 si aggiungeranno a questa fazione i Peralta e i Martino).

La guerra civile proseguirà in questo periodo e con alcuni trattati si tentò invano di ricomporre la pace fra le fazioni. Il più significativo trattato è del 4 ottobre 1362 che venne firmato tra i gruppi latini e catalani.

### Il trattato di Avignone e fine del conflitto
Giovanni d'Aragona contagiato dall'epidemia di peste perì ed il giustiziere Blasco II Alagona, mal visto dal parlamento siciliano, non riuscì a far ratificare l'accordo. Così la guerra proseguì, con il debole regno di Sicilia nelle mani di Federico IV d'Aragona, incalzato dall'esterno dagli angioini, che erano riusciti a riconquistare buona parte dell'isola e dall'interno dall'anarchia causata da vari e potenti signori ribelli. Nel 1349 Eleonora, figlia di Pietro II andava in sposa a Pietro IV d'Aragona in base a un importante accordo che prevedeva la rinuncia della Spagna alle pretese sulla Sicilia.
Un'ulteriore e importante svolta si ebbe nel 1356 quando il governatore di Messina, Niccolò Cesareo, in seguito a dissidi con Artale I Alagona, richiese rinforzi a Ludovico d'Angiò, che inviò il maresciallo Acciaiuoli. Le truppe, assistite dal mare da ben cinque galee angioine saccheggiarono il territorio di Aci, assediando il castello. Proseguirono quindi in direzione di Catania cingendola d'assedio. Artale uscì con la flotta ed affrontò le galere angioine, affondandone due, requisendone una terza, e mettendo in fuga le truppe nemiche. La battaglia navale, che si svolse fra la borgata marinara catanese di Ognina ed il castello di Aci, fu detta «Lo scacco di Ognina» segnò una svolta definitiva a favore degli aragonesi nella guerra del Vespro.
Dallo scacco di Ognina gli angioini non si sarebbero più ripresi. Tuttavia la guerra fra Sicilia e Napoli si trascinò sino al 20 agosto 1372 quando si concluse dopo ben novant'anni con il trattato di Avignone firmato da Giovanna d'Angiò e Federico IV d'Aragona e con l'assenso di papa Gregorio XI con il quale Federico fu riconosciuto re di Trinacria, vassallo di Giovanna I regina di Sicilia. In realtà, storicamente il trattato segna definitivamente il distacco del regno di Napoli dal regno di Sicilia.

## Battaglie principali
1ª Guerra del Vespro:
- Rivolta del lunedì di Pasqua (1282)
- Assedio di Messina (1282)
- Battaglia di Nicotera (1282)
- Battaglia navale di Malta (1283)
- Assedio di Trapani (1284)
- Battaglia del golfo di Napoli (1284)
- Battaglia di Les Formigues (1285)
- Battaglia dei Conti (1287)
- Battaglia di Le Castella (1297)
- Battaglia di Catanzaro (1297)
- Assedio di Siracusa (1298)
- Assedio di Trapani (1299)
- Battaglia di Capo d'Orlando (1299)
- Battaglia di Falconara (1299)
- Battaglia navale di Ponza (1300)

2ª Guerra del Vespro:
- Battaglia di Milazzo (1346)
- Battaglia navale di Ognina (1356)